# Guilty (álbum de Ayumi Hamasaki)
GUILTY es el noveno disco de la cantante japonesa Ayumi Hamasaki, publicado el 1 de enero de 2008 bajo el sello de la discográfica avex trax. La propia cantante escribió todas las letras del álbum, que llegó a vender más de 400 000 copias en sus dos primeras semanas. Dos semanas después de su salida al mercado, Avex anunció que 750 000 copias de Guilty habían sido enviadas a las tiendas.

## Información
GUILTY vendió más de 202 000 copias durante su primera semana, y combinando las ventas totales de la primera y la segunda, situaron al álbum en segunda posición con 432.113 copias vendidas. Esta ha sido la primera vez que Ayumi Hamasaki tiene ventas tan bajas en sus primeras semanas por un álbum de estudio, ya que siempre debutó en primera posición. Kobukuro superó así a la cantante en 22.488 ventas. Aunque solo llegó a ser segundo, Guilty consiguió debutar en primera posición en las listas de Taiwán con un 39.78% del total de las ventas de J-pop y 6.7% del total de la música en su primera semana. Fue editado en dos versiones, una versión CD+DVD y otra solo CD. Además, las copias iniciales se pusieron a la venta con un photobook limitado. La versión CD+DVD incluye los videos desde "Glitter" hasta "Together when..." así como los making-of's. Aunque la fecha de salida del disco era el 1 de enero de 2008, comenzó a ser vendido una semana antes (el 25.12.2007).

## Promoción
En diciembre de 2007, Hamasaki actuó en directo diez veces en programas japoneses. La canción que se promocionó fue "Together When...". Por otra parte, Ayumi Hamasaki apareció en portada ocho veces en diversas revistas: "Sweet", "Voce", "Bea's Up", "Vivi", "Popteen", "Cawaii", "S Cawaii", y "Tokyo Headline". Asimismo, a finales de diciembre hubo bastantes carteles y pósteres en Shibuya (Tokio) promocionando Guilty.

## Canciones
CD
1. "Mirror" - 1:58 
2. "(don't) Leave me alone" - 4:18 
3. "talkin' 2 myself" - 4:56 
4. "decision" - 4:22 
5. "Guilty" - 4:35 
6. "fated" - 5:36 
7. "Together When..." - 5:14 
8. "Marionette -prelude-" - 1:15 
9. "Marionette" - 4:37 
10. "The Judgement Day" - 1:41 
11. "glitter" - 4:55 
12. "My All" - 5:27 
13. "reBiRTH" - 1:40 
14. "untitled ～for her～" - 5:35
DVD
1. Corto「Kyo Ai ～Distance Love～ (距愛 ～Distance Love～, Kyo Ai ～Distance Love～)（glitter/fated） 
2. talkin’2 myself (videoclip) 
3. decision (videoclip) 
4. Together When... (videoclip)
5. Marionette (videoclip)
6. (don't) Leave me alone (videoclip)
7. glitter (making clip)
8. fated (making clip)
9. talkin' 2 myself (making clip)
10. decision (making clip) 
11. Together When... (making clip)
12. Marionette (making clip) 
13. (don't) Leave me alone (making clip)

## Listas
| Debut              | Lista                 | Máxima posición | Ventas de salida | Ventas totales | Tiempo en lista |
| ------------------ | --------------------- | --------------- | ---------------- | -------------- | --------------- |
| 1 de enero de 2008 | Oricon Daily Charts   | #2              |                  |                |                 |
| 1 de enero de 2008 | Oricon Weekly Charts  | #2              | 432,113          | 554,392        | 6 semanas*      |
| 1 de enero de 2008 | Oricon Monthly Charts | #2              | 528,855          |                |                 |
| 1 de enero de 2008 | Oricon Yearly Charts  |                 |                  |                |                 |

### Sencillos
| Fecha                    | Título             | Máxima posición | Semanas    | Ventas              |
| ------------------------ | ------------------ | --------------- | ---------- | ------------------- |
| 18 de julio de 2007      | "Glitter / Fated"  | #1              | 11 semanas | 166,203             |
| 19 de septiembre de 2007 | "Talkin' 2 Myself" | #1              | 10 semanas | 110,628             |
| 5 de diciembre de 2007   | "Together When..." | #1              | 5 semanas* | 1,000,000 descargas |